# Denis Cabreton
Pas d'image ? Cliquez ici

a Compétitions nationales et continentales officielles uniquement.

Dernière mise à jour le 12 février 2024.
Denis Cabreton, né le 15 avril 1984 à Pau, est un joueur français de rugby à XV évoluant au poste de troisième ligne (1,90 m pour 91 kg).

## Carrière
- 2005-2006 : Biarritz olympique
- 2006-2020 : Montluçon Rugby

## Palmarès
- International -19 ans : 1 sélection en 2003 (Écosse).